# کیکوچی تاکه‌فوسا
کیکوچی تاکه‌فوسا (به ژاپنی: 菊池 武房 Kikuchi Takefusa)؛ ۱۲۴۵ – ۲۶ مارس ۱۲۸۵) فرد نظامی اهل ژاپن بود. شهرت وی به علت دفاع وی از ژاپن در طی حمله مغول به ژاپن است.